# Kiss (Kiss)
Kiss è il primo album discografico dell'omonima band, pubblicato nel febbraio del 1974, quando il gruppo era stato formato da poco più di un anno.

## Il disco
Quasi tutte le tracce dell'album (eccetto Cold Gin e Kissin' Time) sono state composte da Gene Simmons e\o Paul Stanley, nella maggior parte dei casi quando ancora militavano nei Wicked Lester. L'album è stato registrato verso la fine del 1973 nei Bell Sound Studios di New York. Secondo le stime di Gene Simmons l'album è stato registrato nell'arco di tre settimane, mentre secondo il co-produttore Richie Wise, l'album è stato registrato in 13 giorni. L'album, da cui sono stati estratti i singoli Nothin' to Lose, Kissin' Time e Strutter, ha venduto circa 75,000 copie a partire dall'anno di pubblicazione, e ha vinto nel 1977 il disco d'oro.

## Copertina dell'album
La copertina dell'album (realizzata dal fotografo Joel Brodsky) mostra un'immagine delle facce dei componenti del gruppo dietro ad uno sfondo nero. Tutti i membri del gruppo hanno utilizzato il loro trucco originale per l'album, eccezion fatta per Peter Criss, che sfoggiava un trucco lievemente diverso da quello usuale perché realizzato da un professionista.
Secondo le dichiarazioni di Peter Criss, la posizione dei membri dell'album è ispirata alla copertina dell'album dei Beatles With the Beatles, mentre Joel Brodsky voleva originalmente fotografare il gruppo su di uno sfondo di palloncini perché pensava che fossero pagliacci.

## Tracce
1. Strutter – 3:12 (Gene Simmons, Paul Stanley) – voce solista: Stanley
2. Nothin' to Lose – 3:26 (Simmons) – voci soliste: Simmons, Peter Criss
3. Firehouse – 3:18 (Stanley) – voci soliste: Stanley, Simmons
4. Cold Gin – 4:22 (Ace Frehley) – voce solista: Simmons
5. Let Me Know – 2:59 (Stanley) – voci soliste: Simmons, Stanley
6. Kissin' Time – 3:53 (Kal Mann, Bernie Lowe) – voci soliste: Simmons, Stanley, Criss
7. Deuce – 3:05 (Simmons) – voce solista: Simmons
8. Love Theme from Kiss – 2:24 (Frehley, Stanley, Simmons, Criss) – strumentale
9. 100,000 Years – 3:23 (Stanley, Simmons) – voce solista: Stanley
10. Black Diamond – 5:13 (Stanley) – voci soliste: Criss, Stanley (intro)

Durata totale: 35:15

## Formazione
- Paul Stanley: voce e chitarra ritmica
- Gene Simmons: voce e basso
- Ace Frehley: chitarra ritmica e chitarra solista
- Peter Criss: batteria e voce

### Collaboratori
- Bruce Foster: pianoforte in Nothin' to Lose